# (2777) Shukshin
(2777) Shukshin est un astéroïde de la ceinture principale.

## Description
(2777) Shukshin est un astéroïde de la ceinture principale. Il fut découvert le 24 septembre 1979 à Naoutchnyï par Nikolaï Tchernykh. Il présente une orbite caractérisée par un demi-grand axe de 2,37 UA, une excentricité de 0,09 et une inclinaison de 4,9° par rapport à l'écliptique.

## Compléments